# 그리포
그리포(Grifo, 726년 ~ 753년) 또는 그리폰(Griffon)는 프랑크 왕국의 귀족으로 카롤링거 왕가 출신이다. 프랑크 왕국의 아우스트라시아 왕국, 네우스트리아와 부르군트왕국의 궁재이자 프랑크공작 카를 마르텔과 그의 두번째 아내 혹은 첩인 바이에른 출신 스완힐드(Swanahild)의 아들이다. 741년 그리포는 카를 마르텔의 마지막 유언에서 프랑크 왕국의 일부를 받았다. 그때부터 그는 자신의 유산을 주장하기 위해 평생 투쟁을 벌였다. 그리포는 그의 이복형인 피핀 3세와 카를로만에 의해 사생아로 규정되었으며 그의 몫의 상속은 취소되었다.

## 생애
그는 카를 마르텔이 바이에른에서 사로잡은 스완힐드 소생이었다. 그는 보통 서자로 규정되나, 아날레스 연대기(Annales regni Francorum)에 의하면 그리포는 합법적인 결혼으로 태어난 아들일 수도 있으며, 따라서 아버지로부터 상속을 받았다고 한다. 그러나 그리포의이복 형 카를로만과 피핀 3세가 그의 몫의 유산을 박탈했다고 한다. 스완힐드는 바이에른의 부족공작 가문인 아길롤핑 가문 출신으로, 후고베르트, 타실로 2세의 가까운 친척이었다.
카를 마르텔은 당초 피핀과 카를로만에게만 궁재직을 분배할 계획이었으나, 스완힐드는 카를 마르텔에게 그리포의 몫을 요구하였다. 741년 카를 마르텔은 병석에서 프랑크 왕국의 일부를 그리포의 몫으로 정하였다. 그러나 힐데브란트 백작은 카롤링거 왕조의 역사를 서술하면서 카를 마르텔이 그에게 프랑크 왕국의 어느 지역을 유산으로 분배했는지 기록하지 않았다. 카를 마르텔이 사망한 후, 그리포와 그의 형제 피핀 3세와 카를로만 1세은 카를 마르텔의 유산을 분배하였다. 그러나 피핀 3세와 카를로만 1세에 의해 그리포는 사생아로 규정되었고, 742년 빅스 푸아티에(Vieux Poitiers, 푸아티에 근처)에서 어머니 스완힐드와 함께 체포되어 수도원에 보내져, 감금당했다.
수도원을 탈출한 그는 즉시 요새화된 도시 랑의 지형을 이용하여 피핀, 카를로만을 상대로 전쟁을 선포하였다. 그러나 신속하게 군대를 동원한 피핀과 카를로만에게 체포, 뇌샤텔의 노붐 카스텔룸(Novum Castellum) 수도원 혹은 벨기에의 리에주 근처 복스-수-쉐브흐몽(Vaux-sous-Chèvremont)에 감금되었다.
747년 그리포는 탈출에 성공, 자신을 지지하는 일부 귀족들과 함께 바이에른으로 망명했다. 그러나 다른 설에는 747년 카를로만 1세가 수도원으로 은퇴한 직후 피핀 3세에 의해 석방되었다는 설도 있다. 그는 바이에른 북부의 튀링겐을 거쳐 작센으로 갔다가 다시 바이에른으로 갔다. 피핀은 곧 그를 추격, 슈바벤까지 그를 추격하였다. 그는 어머니쪽 친척이자 이복 매부였던 바이에른 부족 공작 오딜로(Odilo)의 지원을 받고 되돌아왔다. 그리포는 쉐브흐몽 수도원(Chèvremont)에서 반란을 일으켰으나 실패하였다.
오딜로는 그리포를 지원했지만 748년 1월 사망하였다. 그리포는 바이에른 공작에 추대되었다. 바이에른을 재장악하려던 피핀 3세는 군사를 이끌고 바이에른을 침공, 그리포를 몰아내고 오딜로의 아들 타실로 3세를 바이에른 부족공으로 임명하였다. 타실로 3세는 할머니 쪽으로 아길롤핑 가문의 혈통이었다. 피핀 3세는 어떤 이유에서였는지 곧 그를 용서하였다. 748년 만스 백작(Comte du Mans, 메인)과 파리 백작에 임명되었고, 르망의 영주와 네우스트리아의 12개의 변경령을 받았다.
751년 11월 피핀 3세가 메로빙거 왕조의 왕 힐데리히 3세를 폐위시키고 왕위에 오르자마자 그는 피핀 3세를 상대로 다시 싸움을 재개하였다. 그는 바스코뉴로 가 아키텐 공작 바이페루스를 만나 동맹을 체결하였다. 그리포는 앵글로-색슨 족과, 아키텐의 공작 바이페루스 등과 동맹을 맺고 피핀과 상대하였으나 2년간의 전투 중 성과를 얻지 못했다. 피핀 3세는 직접 군사를 이끌고 부르고뉴로 왔고, 그를 따르던 프랑크의 귀족들은 피핀에게 투항하였다. 그리포는 다시 군사를 일으켰지만 753년 프로방스 백작 테오돈과 교전하던 중, 산 지오반니 드 모리아나의 전투에서 결국 살해되었다. 피핀 3세의 적인 랑고바르드 왕국의 아이스톨프를 만나러 이탈리아로 가던 중, 알프스산맥에서 피핀 3세가 보낸 자객들에게 살해되었다는 설도 있다.

## 기타
그의 영지 중 파리 백작직은 피핀 3세의 측근 게르하르투스 1세에게로 돌아갔다. 그의 자녀들의 행방은 알 수 없다. 르미르몽 수도원(abbaye de Remiremont)의 문서에는 그리폰과 카를이라는 이름의 두 아들이 나타난다. 790년 무렵 벡상의 백작으로 있던 그리폰이 그의 후손인지 여부는 불확실하다.

## 참고 자료
- Albrecht: Grifo. In: Allgemeine Deutsche Biographie (ADB). Band 9, Duncker & Humblot, Leipzig 1879, S. 671.
- Matthias Becher: Eine verschleierte Krise. Die Nachfolge Karl Martells 741 und die Anfänge der karolingischen Hofgeschichtsschreibung. In: Johannes Laudage (Hrsg.): Von Fakten und Fiktionen – Mittelalterliche Geschichtsdarstellungen und ihre kritische Aufarbeitung. Köln u. a. 2003, ISBN 3-412-17202-2, S. 95–133.
- Matthias Becher: Drogo und die Königserhebung Pippins. In: Frühmittelalterliche Studien 23, 1989, S. 131–152.
- Karl Brunner: Oppositionelle Gruppen im Karolingerreich. Wien 1979.
- Horst Ebling: Grifo. In: Lexikon des Mittelalters (LexMA). Band 4, Artemis & Winkler, München/Zürich 1989, ISBN 3-7608-8904-2, Sp. 1712 f.
- Ingrid Heidrich: Grifo. In: Neue Deutsche Biographie (NDB). Band 7, Duncker & Humblot, Berlin 1966, ISBN 3-428-00188-5, S. 67 f. (Digitalisat).
- Eduard Hlawitschka: Die Vorfahren Karls des Großen. In: Helmut Beumann (Hrsg.): Karl der Große – Lebenswerk und Nachleben. Bd. 1: Persönlichkeit und Geschichte. 3. Auflage, Düsseldorf 1967, S. 51–82.
- Jörg Jarnut: Untersuchungen zur Herkunft Swanahilds, der Gattin Karl Martells. In: Matthias Becher unter Mitarbeit von Stefanie Dick und Nicola Karthaus (Hrsg.): Herrschaft und Ethnogenese im Frühmittelalter. Gesammelte Aufsätze von Jörg Jarnut. Festgabe zum 60. Geburtstag. Scriptorium, Münster 2002, ISBN 3-932610-19-9, S. 101–105.
- Hanns Leo Mikoletzky: Karl Martell und Grifo. In: Festschrift Edmund Ernst Stengel zum 70. Geburtstag am 24. Dezember 1949 dargebracht von Freunden, Fachgenossen und Schülern. Münster u. a. 1952, S. 130–156.
- Engelbert Mühlbacher: Deutsche Geschichte unter den Karolingern. Stuttgart 1886 (Neudruck Darmstadt 1980).
- Rudolf Reiser: Grifo. In: Karl Bosl (Hrsg.): Bosls bayerische Biographie. Pustet, Regensburg 1983, ISBN 3-7917-0792-2, S. 274 (Digitalisat).
- Rudolf Schieffer: Die Karolinger. 5., aktualisierte Auflage. Kohlhammer, Stuttgart u. a. 2014, ISBN 978-3-17-023383-6.
- Karl Ferdinand Werner: Die Ursprünge Frankreichs bis zum Jahr 1000. Deutscher Taschenbuch Verlag, München 1995, ISBN 3-423-04653-8.
- Gunther Wolf: Grifos Erbe, die Einsetzung Childerichs III. und der Kampf um die Macht – zugleich Bemerkungen zur karolingischen „Hofhistiographie“. In: Archiv für Diplomatik 38, 1992, S. 1–16.